# Astrid Gehlhoff-Claes
Astrid Gehlhoff-Claes (geboren als Astrid Claes, * 6. Januar 1928 in Leverkusen; † 1. Dezember 2011 in Düsseldorf) war eine deutsche Schriftstellerin.

## Leben
Astrid Gehlhoff-Claes wurde als Tochter des Leverkusener Bürgermeisters Heinrich Claes geboren. Sie wuchs bis zur Amtsenthebung ihres Vaters durch die Nationalsozialisten in Leverkusen auf. 1933 zog die Familie nach Köln. Ab 1947 studierte Gehlhoff-Claes an der Universität Köln und in London Germanistik und Geschichte; 1953 promovierte sie mit einer Arbeit über Gottfried Benn in Köln zum Doktor der Philosophie. Sie arbeitete als wissenschaftliche Assistentin und begann, erste literarische Werke zu veröffentlichen; dabei wurde sie von Gottfried Benn gefördert. Bis Anfang der Siebzigerjahre lebte sie in Köln-Lindenthal, anschließend an der Kaiserstraße im Düsseldorfer Stadtteil Pempelfort und später in Düsseldorf-Oberkassel. Sie engagierte sich ehrenamtlich in der Sozialarbeit mit Strafgefangenen und gründete 1975 den Verein „Mit Worten unterwegs – Schriftsteller arbeiten mit Inhaftierten“, dessen Vorsitzende sie bis 1988 war.
Gehlhoff-Claes war mit dem Wirtschaftsjournalisten Joachim Gehlhoff verheiratet, mit dem sie die Tochter Rachel hatte. Einer Beziehung mit dem Germanisten Rainer Gruenter entstammt ihre erste Tochter Undine Gruenter (1952–2002), die als Schriftstellerin hervorgetreten ist.
Gehlhoff-Claes verfasste erzählende Prosa und Lyrik; daneben übersetzte sie, hauptsächlich aus dem Englischen.
Gehlhoff-Claes war Mitglied des Verbandes Deutscher Schriftsteller und der GEDOK. Sie erhielt u. a. folgende Auszeichnungen: 1962 den Förderpreis zum Gerhart-Hauptmann-Preis, 1964 den Literaturförderpreis der Stadt Köln, 1965 den Förderpreis zum Immermann-Preis der Stadt Düsseldorf, 1986 das Bundesverdienstkreuz 1. Klasse, 1989 den Verdienstorden des Landes Nordrhein-Westfalen; 1992 war sie Ehrengast der Villa Massimo.

## Werke
- Der lyrische Sprachstil Gottfried Benns, Köln 1953
- Der Mannequin, Wiesbaden 1956
- Meine Stimme mein Schiff, Köln [u. a.] 1962
- Didos Tod, Köln [u. a.] 1964
- Astrid Gehlhoff-Claes, Düsseldorf 1973
- Erdbeereis, Düsseldorf 1980
- Gegen Abend ein Orangenbaum, Düsseldorf 1983
- Abschied von der Macht, Krefeld 1987
- Nachruf auf einen Papagei, Krefeld 1989
- Einen Baum umarmen, Krefeld 1991 (zusammen mit Felix Kamphausen)
- Inseln der Erinnerung, Düsseldorf 2002
- Abrahams Opfer. Didos Tod, Düsseldorf 2004

## Herausgeberschaft
- Else Lasker-Schüler: Briefe an Karl Kraus, Köln [u. a.] 1959
- Bis die Tür aufbricht, Düsseldorf 1982

## Übersetzungen
- Wystan Hugh Auden: Gedichte, Wien 1973
- Wystan Hugh Auden: Der Wanderer, Wiesbaden 1955 (übersetzt zusammen mit Edgar Lohner)
- Richard Church: Im Grenztunnel verirrt, Köln 1956
- Daniel Defoe: Robinson Crusoe, Köln 1955
- Charles Dickens: David Copperfield, Köln 1954
- Prudence Hill: Abenteuer in Wind und Wasser, Köln 1955
- Henry James: Tagebuch eines Schriftstellers, Köln [u. a.] 1965
- James Joyce: Am Strand von Fontana, Wiesbaden 1957 (übersetzt zusammen mit Edgar Lohner)
- Patricia Lynch: Das Mädchen mit der Geige, Köln 1954
- Goffredo Parise: Der Chef, Köln [u. a.] 1966
- R. Riemersheim: Dagmars glücklichste Zeit, Köln 1954
- Sindbad, der Seefahrer und zwei Abenteuer des Kalifen Harun Arraschid, Köln 1954
- Alison Wright: Das Haus auf Rädern, Köln 1955